# Philippe Grandjean
Philippe Grandjean (1666, Mâcon - 6 de maig, de 1714, París), també conegut com a Philippe Grandjean de Fouchy, fou fonedor i gravador de punxons. Creà la primera font neoclàssica coneguda com a Romain du Roi.

## Biografia

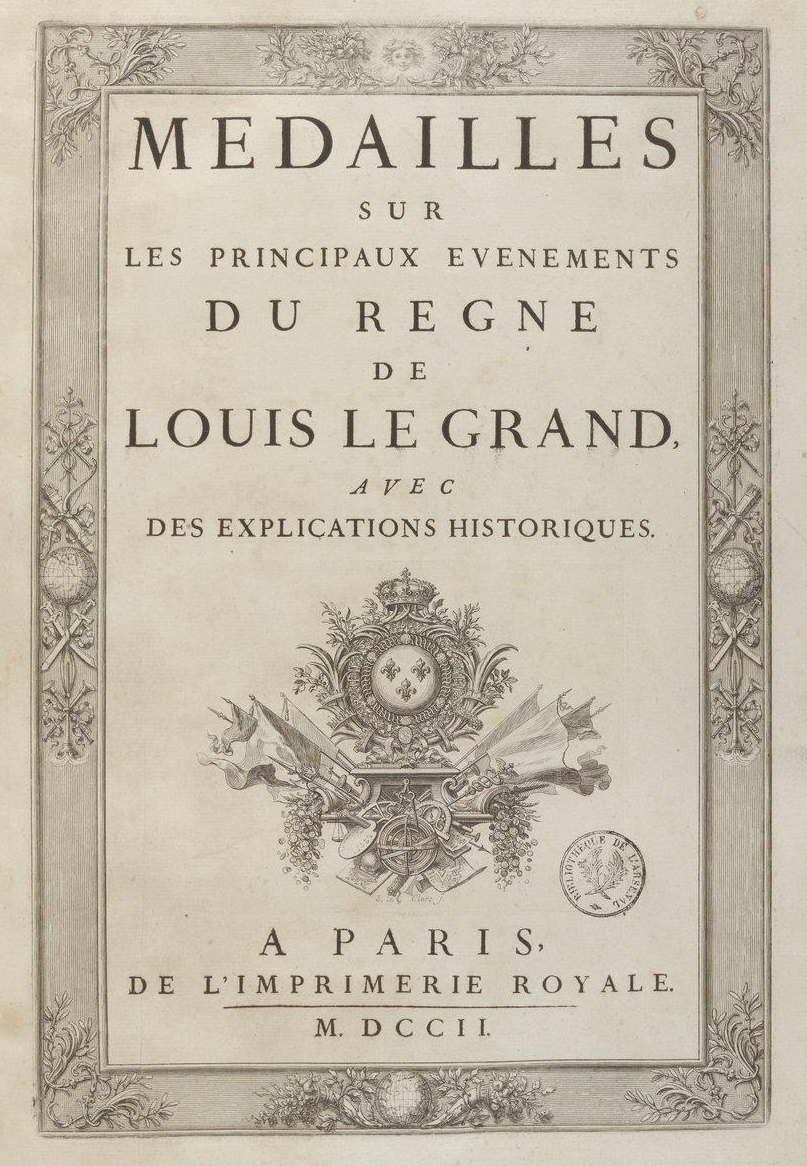
Medailles sur les principaux evenements du regne entier de Louis le grand, avec des explications historiques a Paris.

Philippe Grandjean nasqué en 1666 en Mâcon, França i mort en 1714 a París. Començà com a fonedor i gravador de punxons. Grandjean començà la carrera com a tipògraf després d'una visita casual a una impremta de París, estava fascinat, i molt aviat va començar a dissenyar lletres.
En 1692, Louis XIV va decretar que un nou tipus de lletra s'havia de crear en qualsevol despesa necessària per a ús exclusiu de la Imprimerie Royale. Louis XIV buscava una classe de lletra que s'adaptés a ell, una lletra específica al Palau Reial (París) que poguessin anomenar pròpia, una lletra oficial.
Aquest mateix any Philippe Grandjean és cridat a unir-se a la comissió ordenada per Louis XIV i organitzada per la Académie des Sciences (Acadèmia Francesa de les Ciències) per a la producció de la nova tipografia romana, la que més tard es convertí en la tipografia oficial de la Imprimerie Royale.
Aquesta tipografia va ser d'ús exclusiu de Louis XIV i mai va ser venuda o donada a qualsevol altre rei o govern.
Va ser el pare de l'astrònom i secretari perpetu de l'Acadèmie Royale des Sciences Jean-Paul Grandjean de Fouchy (1707-1788).
A la seva mort en 1714, la seva segona dona i viuda, Maria Magdalena Hynault, segueix sent responsable de gravar els caràcters de la Imprimerie Royale i així va romandre fins a 1725.

## Tipografia Romain du Roi
Es caracteritza per sabatilles horitzontals, contrast accentuat entre traços gruixuts i prims, i totes les lletres considerades com a part d'un conjunt únic.

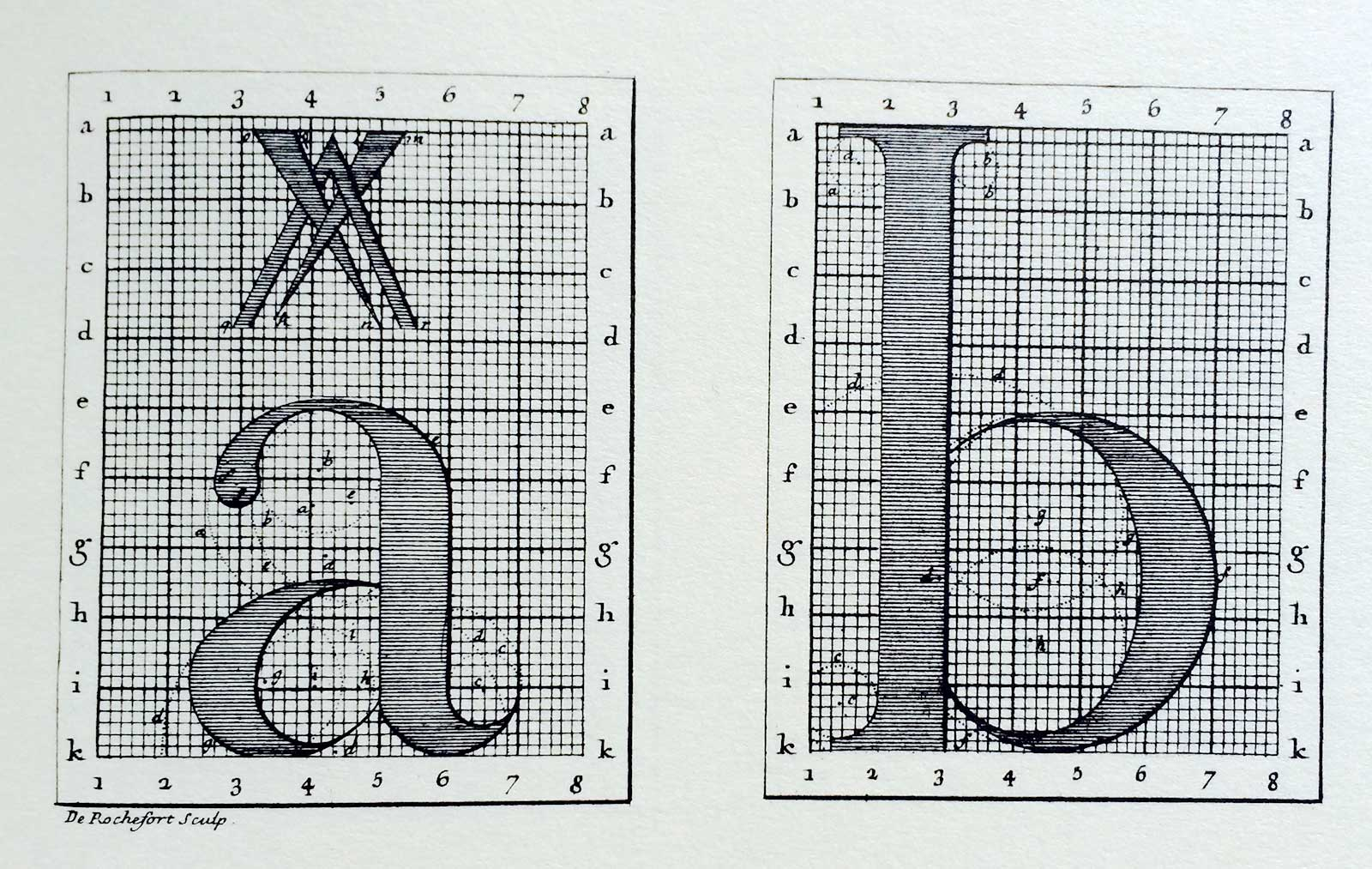
Romain du Roi per Grandjean.

La primera font neoclàssica coneguda com a Romain du Roi es va dissenyar a França en 1692 per una comissió del govern creat per Louis XIV i constituït pel punxonista Philippe Grandjean. La comissió la lideraven dos sacerdots, un matemàtic, un enginyer i el mateix Philippe Grandjean. Estava destinada a l'estudi d'una tipografia romana projectada segons principis científics, encara que finalment sols va ser per a ús exclusiu per a l'Imprimerie Royale. El Comitè va examinar proporcions com la carta d'altura i la seva amplària, els contorns, les formes i els espais negatius. La forma de les lletres van ser col·locades per primera vegada en una quadrícula de 64 caselles principals subdividides a 2.034 mm.
La forma de carta resultant tenia un major contrast entre el pes de les vores fines i gruixoses. El mestre de les lletres finals s'il·lustra com a gravats en coure, naixia així la tipografia Romain du Roi.
Si bé la hi protegeix legalment dels possibles plagis, ràpidament resulta copiada, encara que amb oportuns canvis.
En una tipografia del neoclàssic i entre altres coses predominen l'eix vertical tant en la romana com en la itàlica, la inclinació de la itàlica generalment uniforme, entre 14 i 16 graus i els serifs generalment cartellats però més fins i camusos.
Aquests tipus es coneixen com de transició, ja que posseeixen característiques tant de l'estil antic com de l'estil modern. Per les seves característiques formals, ens trobem davant el primer tipus arxivable com de transició en l'avantguardisme.
L'estil dels tipus de transició del segle xviii reflecteix una major precisió, aconseguida gràcies a les eines de gravat de coure i la disponibilitat de paper més llisos que reproduïen millor els trets fins i els traços terminals.
Els punxonistes francesos van ser els responsables de la creació d'una cursiva que, amb característiques dels dissenys de les escoles romana i veneciana, es conforma com el tipus auxiliar de la romana que arriba fins als nostres dies, alguna cosa que es va confirmar amb les variacions sorgides durant el segle xviii.
En 1702 els dissenys inicials de la Romain du Roi són presentats. La primera aparició és en el treball "Medailles sur les principaux evenements du regne entier de Louis le grand, avec des explications historiques a Paris". La tipografia de Philippe Grandjean finalment és completada molt després de la seva mort en 1745 pel seu assistent, Jean Alexandre, en 21 grandàries amb les seves itàliques.
Els tipògrafs francesos la volien copiar, amb més o menys èxit. Va estar en ús a través del segle xviii i va inspirar a Pierre Françoise Didot i a Pierre Simon Fournier, entre d'altres, a imitar i seguir endavant en aquesta tradició, però qui la va poder adaptar millor i popularitzar va ser John Baskerville.
Aquest va ser un disseny revolucionari, un dels primers a ser dissenyat segons principis geomètrics. És la primera de les fonts tipogràfiques que es pot anomenar neoclàssica.
A Europa a nivell nacional ja hi havia modificació en la impressió. Cada nació havia començat a desenvolupar un estil humanista propi diferent de l'estil humanista de Venècia.
Claude Garamond a França al segle xvi, els impressors holandesos en el segle xvii, Joaquín Ibarra a Espanya, William Caslon i John Baskerville en el segle xviii a Anglaterra.

## Obra
- Tipografia Romain du Roi (1690)